# 25686 Stephoskins
25686 Stephoskins este un asteroid din centura principală de asteroizi.

## Descriere
25686 Stephoskins este un asteroid din centura principală de asteroizi. A fost descoperit pe 5 ianuarie 2000 la Socorro, New Mexico, în cadrul proiectului LINEAR. Asteroidul prezintă o orbită caracterizată de o semiaxă mare de 2,33 ua, o excentricitate de 0,20 și o înclinație de 5,9° în raport cu ecliptica.